# Martin Fowler
Martin Fowler (Walsall, 1963) es un ingeniero de software británico, autor y orador internacional sobre desarrollo de software, especializado en análisis y diseño orientado a objetos, UML, patrones de diseño, y metodologías de desarrollo ágil, incluyendo programación extrema.

## Biografía
Fowler nació y creció en Walsall, Inglaterra, donde asistió a Queen Mary's Grammar School como escuela secundaria. Se graduó en University College de Londres en 1986. En 1994 se mudó a Estados Unidos, donde vive cerca de Boston, Massachusetts en el suburbio de Melrose.
Comenzó a trabajar con software en los inicios de los años 1980. En 1986, una vez terminada la secundaria comenzó a trabajar en desarrollo de software en Coopers & Lybrand hasta 1991. En el año 2000 se convirtió en Chief Scientist en ThoughtWorks, una compañía de integración de sistemas y consultoría.
Fowler ha escrito siete libros sobre el tema Desarrollo de software (ver Publicaciones). Es miembro de Agile Alliance y ayudó a crear el Manifiesto para el desarrollo ágil de software en 2001, junto con más de 15 coautores. Él mantiene un bliki, una mezcla de blog y wiki. Popularizó el término Inyección de dependencias como una forma de Inversión de control.

## Libros escritos
- 1996. Analysis Patterns: Reusable Object Models. Addison-Wesley. ISBN 0-201-89542-0.
- 1997. UML Distilled: A Brief Guide to the Standard Object Modeling Language.
- 1999. Refactoring: Improving the Design of Existing Code, Con Kent Beck, John Brant, William Opdyke, y Don Roberts (junio de 1999). . Addison-Wesley. ISBN 0-201-48567-2.
- 2001. Planning Extreme Programming. Con Kent Beck. Addison-Wesley. ISBN 0-201-71091-9.
- 2002. Patterns of Enterprise Application Architecture. With David Rice, Matthew Foemmel, Edward Hieatt, Robert Mee, y Randy Stafford. Addison-Wesley. ISBN 0-321-12742-0.
- 2010. Domain-Specific Languages. Con Rebecca Parsons. Addison-Wesley. ISBN 978-0-321-71294-3.
- 2012. NoSQL Distilled. Con Pramod Sadalage. Addison-Wesley. ISBN 978-0-321-82662-6.